# Henrietta Carstairs
Henrietta Carstairs (1777 - 1817) fue una montañista y nana británica.
En 1817, se convirtió en la primera persona en trepar el cerro Pan de Azúcar en Río de Janeiro, Brasil.

## Cerro Pan de Azúcar
En 1817, Carstairs fue la primera mujer en trepar los 395 metros del cerro Pan de Azúcar en Brasil. Una vez alcanzada la cima colocó allí la bandera británica. Posteriormente ese emblema patrio fue reemplazado por una bandera portuguesa según cuenta la leyenda.

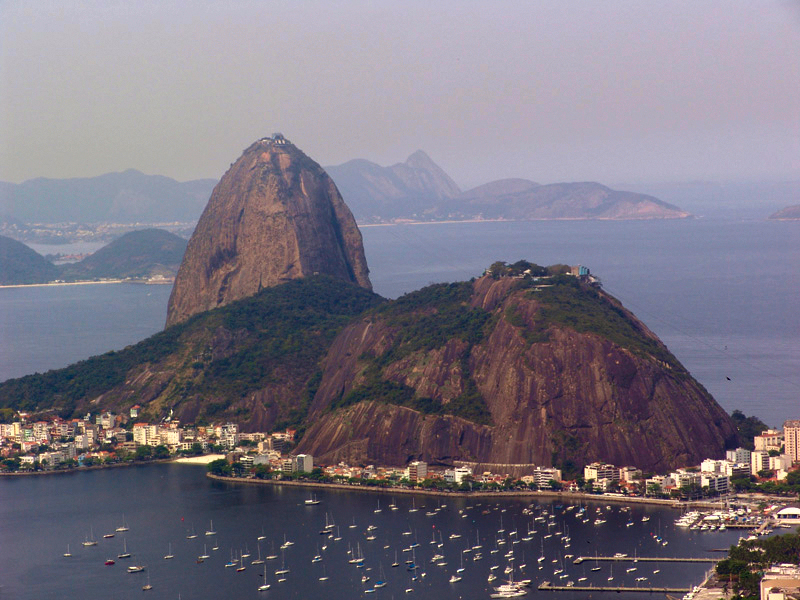
Cerro Pan de Azúcar en 2007.